# Mathomatic

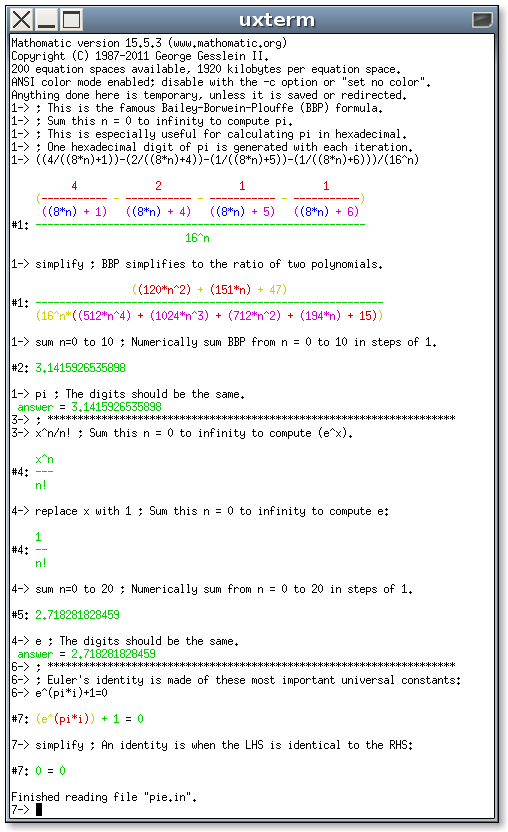
Sessione di utilizzo di Mathomatic

Mathomatic è un sistema di algebra computazionale per il calcolo simbolico. Permette il calcolo di derivate, integrali e massimi e minimi, supportando i numeri complessi e l'aritmetica modulare.
È software libero distribuito sotto GNU Lesser General Public License.